# Újezdeček
Újezdeček (en allemand : Kleinaugezd puis Klein Augezd) est une commune du district de Teplice, dans la région de Hradec Králové, en Tchéquie. Sa population s'élevait à 883 habitants en 2021.

## Géographie
Újezdeček se trouve à 4 km à l'ouest du centre de Teplice, à 19 km à l'ouest d'Ústí nad Labem et à 79 km au nord-ouest de Prague.
La commune est limitée par Košťany au nord-ouest, par Dubí au nord et par Teplice à l'est, au sud et au sud-ouest, et par Košťany à l'ouest.

## Histoire
La première mention écrite de la localité date de 1198.

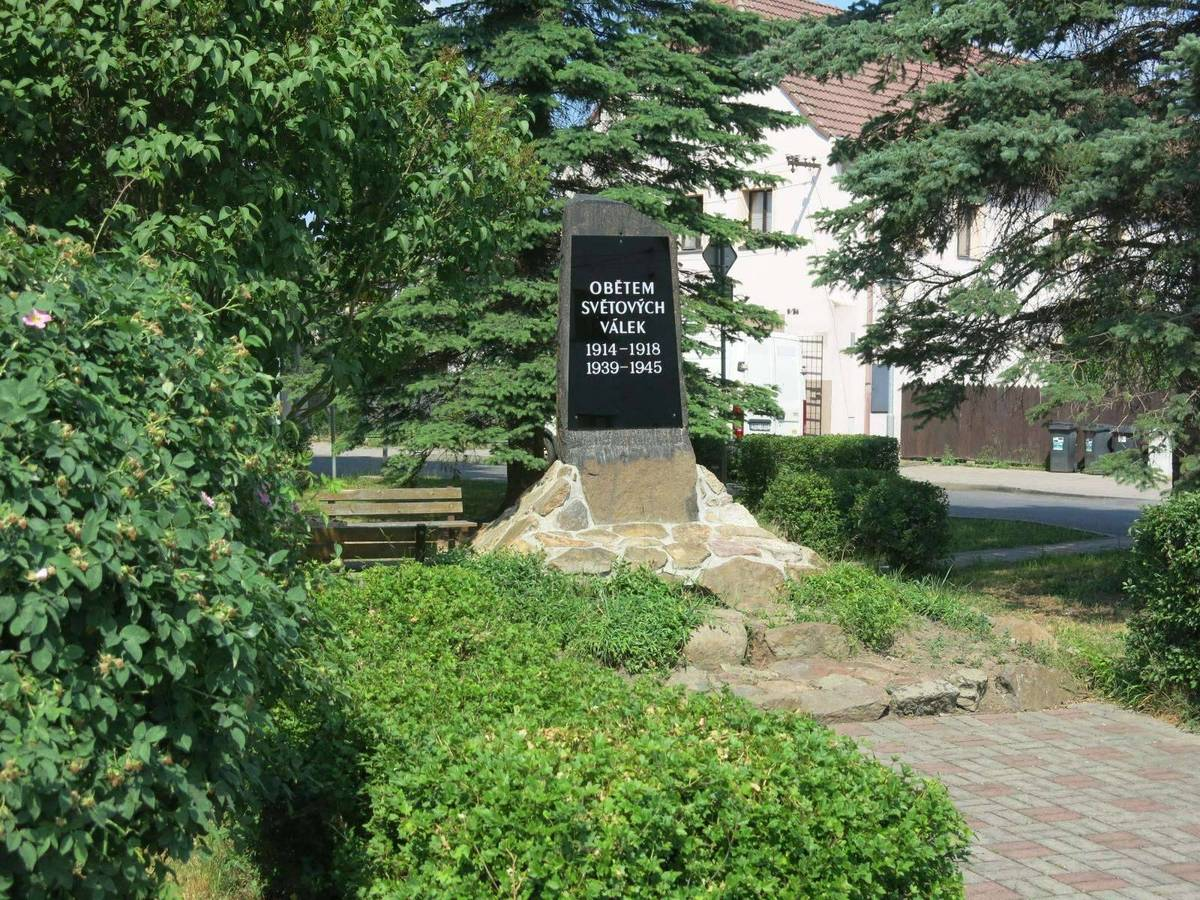
Monument aux victimes des guerres mondiales.

## Transports
Par la route, Újezdeček se trouve à 4 km de Teplice, à 22 km d'Ústí nad Labem, et à 94 km de Prague.